# Kukačka koel
Kukačka koel (Eudynamys scolopaceus) je velký druh kukačky.

## Popis
Je štíhlá s dlouhým ocasem. Samci mají tmavé opeření s modrým leskem, světle zelený až šedý zobák, jasně červenou duhovku a šedé končetiny. Samice jsou hnědé s výraznými bílými skvrnami a pruhy.

## Rozšíření
Je rozšířena ve vlhkých lesích a kulturní krajině v jižní Asii, Číně a na území jihovýchodní Asie. Je částečně tažná, populace žijící v tropických oblastech jižní Asie v rozmezí od Indie a Srí Lanky po Čínu a Velké Sundy na svých hnízdištích setrvávají po celý rok. Dorůstá 39–46 cm,

## Rozmnožování

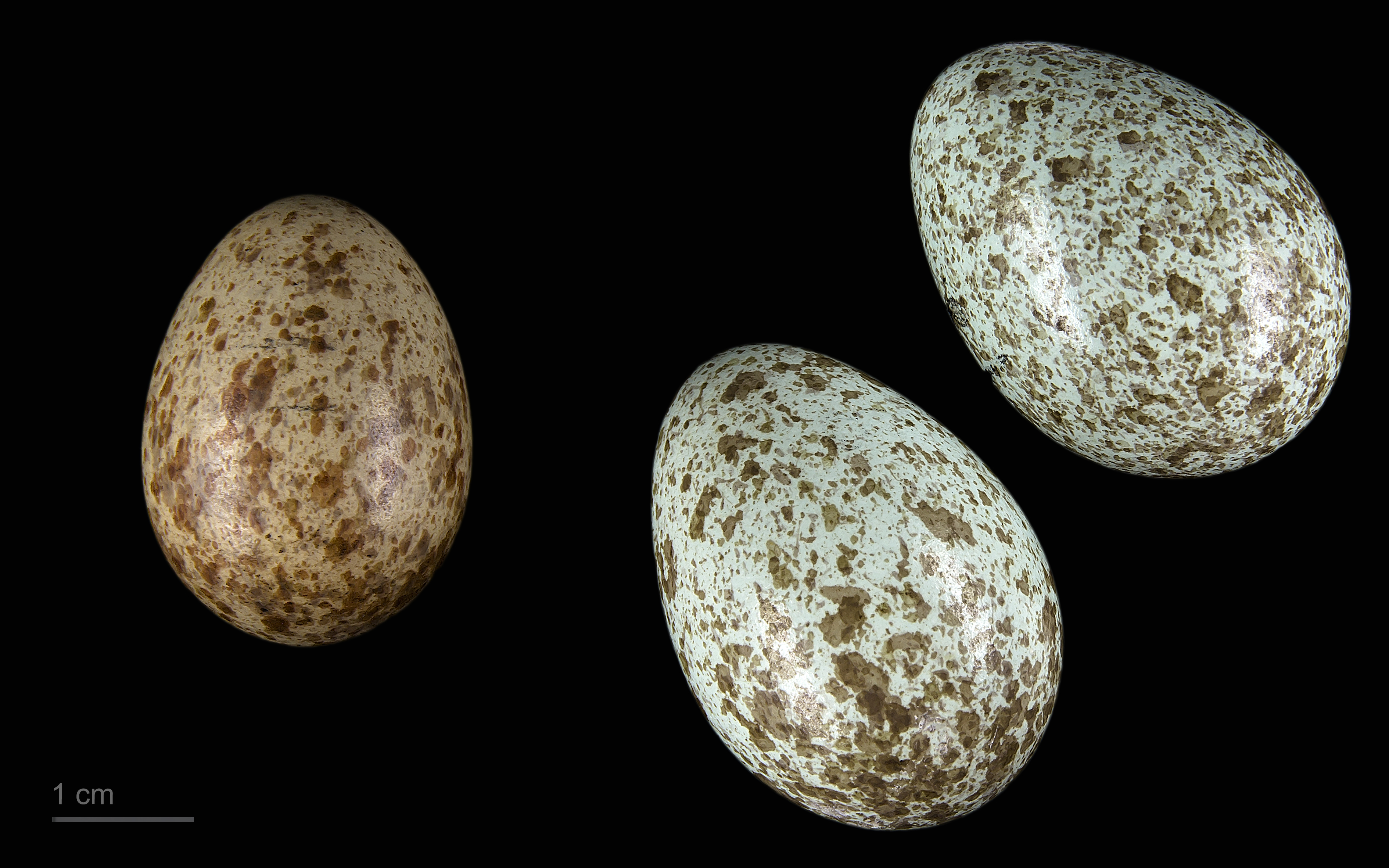
Eudynamys scolopaceus + Corvus splendens

Náleží mezi hnízdní parazity, jejími hostiteli se nejčastěji stávají vrána hrubozobá (Corvus macrorhynchos) a domácí (C. splendens).V Austrálii patří mezi její hostitele hlavně kystráčkovití. Na rozdíl od kukačky obecné (Cuculus canorus) však nemusí nutně odstraňovat jejich vejce a mláďata pak často rostou společně s mláďaty hostitele. Kukaččí mláďata se líhnou po 12-14 dnech, obvykle 3 dny před vylíhnutím mláďat hostitelů. Hnízdo pak opouští po 20-28 dnech.

## Potrava
Je všežravá, požírá měkké plody, hmyz, housenky, ptačí vejce a malé obratlovce.